# Enteridiidae
Die Enteridiidae sind eine Familie von Schleimpilzen in der Ordnung der Liceida. Sie umfasst mit rund 60 Arten in sieben Gattungen den bei weitem größten Teil der Ordnung. Die Arten der Familie sind weltweit verbreitet.

## Merkmale
Die Fruchtkörper sind hinsichtlich ihrer Größe und Gestalt sehr verschieden. Entweder sind es sehr kleine Sporangien oder große Aethalien bzw. Pseudoaethalien. Dictydine Körnchen fehlen stets. Das Peridium ist dauerhaft und vollständig.

## Systematik
Die Enteridiidae wurden 1982 von Marie L. Farr erstbeschrieben. Sie umfassen sieben Gattungen mit rund sechzig Arten, davon die Hälfte Arten der Gattung Cribraria.
- Familie Enteridiidae
  - Lindbladia mit nur einer Art:
    - Lindbladia tubulina

  - Cribraria
  - Dictydium
  - Lycogala einschließlich des 
    - Blutmilchpilzes (Lycogala epidendrum)

  - Enteridium
  - Dictydiaethalium
  - Tubifera